# تشناسك (كوهباية الغربي)
تشناسك (بالفارسية: چناسک) هي قرية تقع في إيران في قسم کوهبایة الغربي الریفي. يقدر عدد سكانها بـ 386 نسمة .